# مایکل ماتز
مایکل ماتز (انگلیسی: Michael R. Matz؛ زادهٔ ۲۳ ژانویهٔ ۱۹۵۱) سوارکار پرش اهل ایالات متحده آمریکا است.